# Camillo Camilli

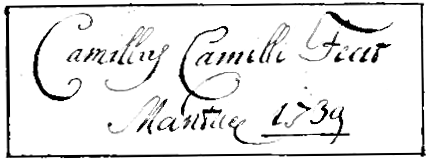

Camillo Camilli, auch Camillus Camilli (* 1703 in Monte di Malo; † 1754 in Mantua), war ein italienischer Geigenbauer und gilt heute als einer der bedeutendsten des 18. Jahrhunderts.

## Wirken
Camillo Camilli wurde 1703 in der Nähe von Vicenza geboren. Über seine Jugend und seine Ausbildung ist nichts Genaueres bekannt, vermutlich war er aber ab 1731 kurzzeitig in Mantua bei Antonio Zanotti in der Ausbildung. Nach dessen Tod im Jahr 1734 ließ sich Camilli dauerhaft in Mantua nieder. 
Aus dem Eintrag im Totenbuch einer Pfarre in Mantua geht hervor, dass Camilli bereits ein Jahr vor seinem Tod schwer erkrankt war.

## Werke
Von Camilli sind über 100 Instrumente erhalten, vorwiegend Violinen. Aufgrund ihrer klanglichen Qualität sind sie gesuchte Orchester- und Kammermusikinstrumente. Während Camilli bei der Gestaltung der F-Löcher und der Schnecken eigene Wege beschritt, lassen die relativ hochgewölbten Violinen Pietro Guarneri als Vorbild erkennen. Charakteristisch ist ein heller Lack, der die Struktur des Holzes gut zur Geltung kommen lässt.